# Dominique Cornu
Dominique Cornu (Beveren, 10 de octubre de 1985) es un deportista belga que compitió en ciclismo en las modalidades de pista, especialista en la prueba de persecución individual, y ruta.
Ganó una medalla de bronce en el Campeonato Mundial de Ciclismo en Pista de 2009, en la prueba de persecución individual.
Comenzó su carrera profesional en 2005 con el equipo belga Bodysol. En 2007 se cambió al Lotto y en 2009 al Quick Step. Entre 2011 y 2013 corrió por el Topsport Vlaanderen y terminó su carrera deportiva en 2015 con el Verandas Willems.

## Medallero internacional
| Campeonato Mundial | Campeonato Mundial | Campeonato Mundial | Campeonato Mundial     |
| Año                | Lugar              | Medalla            | Competición            |
| ------------------ | ------------------ | ------------------ | ---------------------- |
| 2009               | Pruszków (Polonia) | Medalla de bronce  | Persecución individual |

## Palmarés

### Carretera
2005
- Tour de Berlín
- 2.º en el Campeonato Europeo Contrarreloj sub-23

2006
- 1 etapa de la Ronde d'Isard
- 3.º en el Campeonato Europeo en Ruta
- Campeonato Mundial en Ruta sub-23

2008
- 1 etapa del Giro del Capo
- 3.º en el Campeonato de Bélgica Contrarreloj

2009
- 3.º en el Campeonato de Bélgica Contrarreloj

2010
- 1 etapa de la Vuelta a Bélgica

2011
- 3.º en el Campeonato de Bélgica Contrarreloj

### Pista
2006
- 3.º en el Campeonato de Bélgica Puntuación
- 2.º en el Campeonato de Bélgica 1 km
- Campeonato de Bélgica Persecución

2007
- Campeonato de Bélgica Persecución
- Campeonato de Europeo Persecución sub-23
- 3.º en el Campeonato de Europeo Persecución por Equipos (haciendo equipo con Jonathan Dufrasne, Kenny De Ketele y Tim Mertens)
- Campeonato de Bélgica Persecución por Equipos (haciendo equipo con Kenny De Ketele, Tim Mertens y Ingmar De Poortere)
- Campeonato de Bélgica Persecución

2009
- 3.º en el Campeonato Mundial Persecución

## Resultados en Grandes Vueltas y Campeonatos del Mundo
| Carrera              | Carrera              | 2007 | 2008 | 2009 | 2010 | 2011 | 2012 | 2013 | 2014 | 2015 |
| -------------------- | -------------------- | ---- | ---- | ---- | ---- | ---- | ---- | ---- | ---- | ---- |
|                      | Giro de Italia       | —    | Ab.  | —    | —    | —    | —    | —    | —    | —    |
|                      | Tour de Francia      | —    | —    | —    | —    | —    | —    | —    | —    | —    |
|                      | Vuelta a España      | —    | 46.º | —    | —    | —    | —    | —    | —    | —    |
| Mundial Contrarreloj | Mundial Contrarreloj | 11.º | —    | 14.º | 35.º | 29.º | —    | —    | —    | —    |

| —: No participó | Ab: Abandono |

## Equipos
- Silence-Lotto (2007-2008)
- Quick Step (2009)
- Skil-Shimano (2010)
- Topsport Vlaanderen (2011-2013)
  - Topsport Vlaanderen-Mercator (2011-2012)
  - Topsport Vlaanderen-Baloise (2013)
- Sunweb-Napoleon Games (2014)
- Verandas Willems (2015)